# Székely Sándor (orvos)
Székely Sándor (Kecskemét, 1913. november 23. – Budapest, 1991. december 21.) fül-orr-gégész, tisztiorvos, orvostörténész, az orvostudományok kandidátusa (1966).

## Élete
Székely (Schiffer) Gyula (1884–1942) kereskedő, cipőgyár tulajdonos és Epstein Erzsébet (1894–1943) gyermekeként született jómódú zsidó családban. Hétévesen családjával a fővárosba költözött. Tanulmányait külföldön kezdte, majd a szegedi Ferenc József Tudományegyetemen fejezte be, ahol 1938-ban szerezte meg általános orvosi oklevelét. Ugyanettől az évtől a budapesti Zsidó Szeretetkórház fül-orr-gégegyógyászati osztályán, majd a második világháború alatt munkaszolgálatosként a Veszprémi Közkórház szülészeti és nőgyógyászati osztályán dolgozott. A háború idején belépett a Magyarországi Szociáldemokrata Pártba és Ságvári Endre révén az illegális kommunista párttal is kapcsolatba került, amelyhez 1944-ben csatlakozott. 1945 és 1948 között Budapesten, a XVI. kerületben egészségügyi osztályvezető volt. 1948-ban megszerezte a tisztiorvosi szakképesítést. 1948-tól a Magyar Dolgozók Pártjának politikai munkatársa, a párt XVI. kerületi szervezetének másodtitkára volt. 1949-től 1951-ig a Szikra Könyvkiadó politikai lektorátusát vezette, majd a Természettudományi Társulat főtitkáraként működött. 1952-ben tagja lett az MDP Központi Vezetőség filozófiai és természettudományi munkaközösségének. 1953-tól 1956-ig a Természet és társadalom című folyóirat főszerkesztője volt. 1957-ig a Budapest X. kerületi rendelőintézet fül-orr-gégegyógyász szakorvosa, 1957–1958-ban a Magyar Vöröskereszt Országos Központjának csoportvezetője volt. 1958 novemberétől az Országos Orvostudományi Könyvtár és Dokumentációs Központ alapító tudományos főmunkatársa és helyettes igazgatója volt, majd 1960 decemberétől 1973-ig igazgatója. Alapító elnöke volt a Magyar Könyvtárosok Egyesületének, szerkesztette az Élet és Tudomány című lapot (1957-től), az Univerzum című havilapot (1957-től), az Orvosi Hetilap Horus rovatát (1958-tól), az Orvosi Könyvtárost, a Családi Lapot és a Szikra Könyvkiadó Nemzetközi Kérdések című kiadványsorozatát (1949-től).

## Családja
Felesége 1941-től Kertész Katalin újságíró volt, az Orvos-egészségügyi Szakszervezet lapjának, az Egészségügyi Dolgozónak a felelős szerkesztője. 1941-ben kötöttek házasságot.
Gyermekei
- Székely Gábor (1942–) történész, egyetemi tanár
- Székely György (1953–) belgyógyász, gasztroenterológus, kandidátus
- Székely Mátyás

## Díjai, elismerései
- MTA Orvostörténeti Bizottság tagja (1953–)
- Weszprémi István-emlékérem (1962)
- Szabó Ervin-emlékérem (1973)
- Munka Érdemrend arany fokozata (1973)
- Magyar Könyvtárosok Egyesületének Emlékérme (1985)

## Művei
- Természettudományos propagandamunkánk feladatai (Természet és Társadalom, 1951)
- A szovjet orvostudomány eredményei a betegségek megelőzésében (Útmutató városi előadók számára. 45. Budapest, 1952)
- Herman Ottó természettudományos világnézete (Természet és Társadalom, 1954)
- Herman Ottó. Kismonográfia. 5 táblával. (A kultúra mesterei. Budapest, 1955)
- Társaságunk megalapítója: Bugát Pál. (Természet és Társadalom, 1956)
- Herman Ottó és a darwinizmus (Élővilág, 1959)
- Nagynémet ideológia és orvostörténelem (Orvosi Hetilap, 1959)
- Az orvostörténet oktatásának tapasztalatai középfokú egészségügyi szakiskoláinkban (Országos Orvostörténeti Könyvtár Közleményei, 1960)
- Herman Ottó, az ismeretterjesztő. Előadása az MTA tudományos emlékülésén. (Természettudományi Közlöny, 1960)
- A tuberkulózis problémája Csehov műveiben. – A polgári orvosi etika Csehov műveiben. (Orvosi Hetilap, 1960)
- Az orvostudomány története. Egészségügyi szakiskolai tankönyv. (Budapest, 1960, 2. kiadás: 1961)
- Élet – ember – világ. Kismonográfia. Illusztrálta: Hegedűs István. (Búvár Könyvek. 11. Budapest, 1961)
- A daytoni „majomper” (Világosság, 1961)
- Létrejött az Országos Orvostudományi Könyvtár. – A könyvtári tanácsokról. (Orvosi Könyvtáros, 1961)
- A Horthy-rendszer egészségpolitikája. – Ivan Petrovics Pavlov. (Orvosi Hetilap, 1961)
- Az ember és a „túlvilág”. Kismonográfia. Illusztrálta: Hegedűs István. (Búvár Könyvek. 24. Budapest, 1962)
- Lourdes (Világosság, 1962)
- 50 esztendős a lenini egészségügyi program. – Pikler László. (Orvosi Hetilap, 1962)
- Az orvostudomány terminológiája (A könyvtárosképzés füzetei. A Könyvtártudományi és Módszertani Központ kiadványa. Budapest, 1963)
- Testi fogyatékosságok kiküszöböléséért. A szervátültetésről. (Világosság, 1963)
- A biológiai mozgásformák dialektikája (Természettudományi Közlöny, 1963)
- Kuba egészségügye számokban (Orvosi Hetilap, 1963)
- A betegségek megelőzéséről. Tanfolyami jegyzet. (A Magyar Vöröskereszt kiadványa. Budapest, 1964)
- János Balassa, the Pioneer of Modern Surgery in Hungary (Therapia Hungarica, 1964)
- Öregedés, öregség, hosszú élet. – Hipotézis és bizonyosság. (Világosság, 1965)
- Az OOKDK szakmai felülvizsgálatáról (Orvosi Könyvtáros, 1965)
- A szakirodalommal való ellátás problémái (Orvosi Hetilap, 1965. 44.)
- Ideológiai irányzatok a magyar egészségpolitikában. 1920–1944. Kandidátusi értekezés (Budapest, 1966)
- Az Országos Orvostudományi Könyvtár és Dokumentációs Központ munkájáról és terveiről. – Irányelvek az országos intézményekben működő szakkönyvtárak funkcióinak és együttműködésének továbbfejlesztéséhez. (Orvosi Könyvtáros, 1966)
- Találkozás műszerek árnyékában (Világosság, 1966)
- Találkozás a műszerek árnyékában. Dehumanizálódik-e az orvostudomány? Szakkönyvtári hálózat és szakirodalmi ellátás. (Népegészségügy, 1966 és Orvosi Hetilap, 1966. 25.)
- Orvosok harca a betegség és a butaság ellen (Orvosi Hetilap, 1966. 27.)
- Az orvostudományi tájékoztatás fejlődése és a szakkönyvtárak (Orvosi Könyvtáros, 1967)
- Kockázat és eredmény. A kísérletező orvostudomány dilemmái. (Világosság, 1967)
- Az orvostudományi dokumentáció kezdetei (Orvosi Hetilap, 1967. 35.)
- Orvosi szakkönyvtárügyünk helyzete és fejlesztésének lehetőségei (Magyar Tudomány, 1968)
- A Semmelweis Orvostörténeti Múzeum (Orvosi Hetilap, 1968. 26.)
- Az orvostudományi dokumentáció és tájékoztatás Magyarországon. – A szakkönyvtár és a dokumentáció szerepe az orvosok továbbképzésében. (Orvosi Könyvtáros, 1969)
- 133 nap a sajtó tükrében (Orvosi Hetilap, 1969. 12.)
- Így kezdődött… A felszabadulást követő évek egészségpolitikája (Az Orvos-egészségügyi Dolgozók Szakszervezete kiadványa. Budapest, 1970)
- Az orvosok szakirodalmi tájékozódásának, szakmai művelődésének helyzete Magyarországon (Orvosi Könyvtáros, 1970)
- Az Országos Orvostudományi Könyvtár és Dokumentációs Központ és tájékoztató tevékenysége – Az IFLA. (Tudományos és Műszaki Tájékoztatás, 1971)
- Az orvostudományi dokumentáció a múltban és ma (Orvosi Könyvtáros, 1971)
- A könyv nemzetközi éve (Orvosi Könyvtáros, 1972)
- Louis Pasteur (Múzsák, 1972)
- Futurológia vagy a reális jövő? (Orvosi Könyvtáros, 1973)
- Clemens von Pirquet (Orvosi Hetilap, 1974. 20.)
- Jahn Ferenc (Orvosi Hetilap, 1977. 6.)
- Az 1977-ben végzett felmérés az orvostudományi információt felhasználók információs igényeiről (Orvosi Könyvtáros, 1978)
- Az orvosi könyvtári hálózat feladatai a jövőben (Orvosi Könyvtáros, 1980)
- Az orvos válaszol. Szerelemről, egészségről, betegségről (A Családi Lap Kiskönyvtára. Budapest, 1986)

### Szerkesztő
- Leontyijev, A.: A második világháború keletkezése és jellege. Szerk. (Budapest, 1950)
- Minc, H.: A népi demokrácia néhány problémája a proletárdiktatúráról szóló lenini–sztálini tanítás megvilágításában. Szerk. (Budapest, 1950)
- Hogyan működnek a helyi szovjetek a Szovjetunióban? Cikkgyűjtemény. Szerk. (Budapest, 1950)
- A kínai forradalom diadalmas útja. Mao Ce-tung válogatott beszédei. Szerk. (Budapest, 1950)
- Szocialista munkaverseny Magyarországon. Cikkgyűjtemény. Szerk. (Budapest, 1950)
- Foster, W. Z.: A kapitalizmus alkonya. Szerk. (Budapest, 1950)
- A németek magyarországi politikája titkos német diplomáciai okmányokban. 1937–1942. Bolgár Elek bevezetésével. Szerk. Székely Sándor. (1–2. kiadás: Budapest, 1950)
- Rákosi Mátyás: A magyar jövőért. Rákosi Mátyás beszédei. Sajtó alá rendezte Székely Sándor (1–4. kiadás: Budapest, 1950)
- Mit tudsz a világról? Fejezetek a természet és technika köréből. Összeáll. Székely Sándor Gerő Sándor rajzaival. 16 táblával. (Budapest, 1956)
- Herman Ottó: A madarak hasznáról és káráról. Függelék: madárvédelmi rendeleteinkről. A bevezető tanulmányt írta Vertse Albert. Szerk., a bibliográfiát összeáll. Galambos Ferenc és Sz. S. (Budapest, 1960)
- Segal, Jacob: A dialektikus módszer a biológiában. Fordította Molnár László. A bevezetést írta Székely Sándor. (Budapest, 1962)
- A Magyar Könyvtárosok Egyesületének Évkönyve. 1974. Szerk. (Budapest, 1975)
- A Magyar Könyvtárosok Egyesületének Évkönyve. 1975. Szerk. (Budapest, 1976)
- A Semmelweis Orvostudományi Egyetem klinikáinak és intézeteinek története. 1945–1975. Szerk. (Budapest, 1976)
- A Magyar Könyvtárosok Egyesületének Évkönyve. 1976. Szerk. (Budapest, 1977)
- A Magyar Könyvtárosok Egyesületének Évkönyve. 1977. Szerk. (Budapest, 1978)
- A Magyar Könyvtárosok Egyesületének Évkönyve. 1978. Szerk. (Budapest, 1979)
- A magyar orvostudományi könyvtárügy és információ harmadik évtizede. Szerk. (Budapest, 1979)
- A Magyar Könyvtárosok Egyesületének Évkönyve. 1979. Szerk. (Budapest, 1980)
- Az Országos Orvostudományi Információs Intézet és Könyvtár és az egészségügyi-orvostudományi könyvtári hálózat. Összeállította. (Budapest, 1981)

### Műfordító
- Karger-Decker, Bernt: Sebészkés és szemtükör. A sebészet hőstettei. 12 táblával. (Az Élet és Tudomány Kiskönyvtára. 22. Budapest, 1961)
- Glaser, Hugo: Az orvostudomány legújabb győzelmei (Budapest, 1967)
- Smith, Anthony: Testünk titkai (Univerzum Könyvtár. Budapest, 1971, 2. kiadás: 1972, 3. átdolgozott kiadás: 1975, 4. kiadás: 1978, 5. átdolgozott kiadás: 1980)
- Dietz, Karl: Szexológia. Fordította Bär Vilmosnéval. (Budapest, 1975)